# Nervor
Nervor is een historisch merk van motorfietsen.
J. Chapolard et Goubet Père et Fils, Constructeurs, Bourg (1930-1960).
Frans merk dat dezelfde modellen ging bouwen als Radior. Zij waren net als de Radior fietsen voorzien van eigen motoren of blokken van AMC en NSU.